# Лока (Тренто)
Лока је насеље у Италији у округу Тренто, региону Трентино-Јужни Тирол.
Према процени из 2011. у насељу је живело 255 становника. Насеље се налази на надморској висини од 740 м.